# Duarte Pio de Bragança

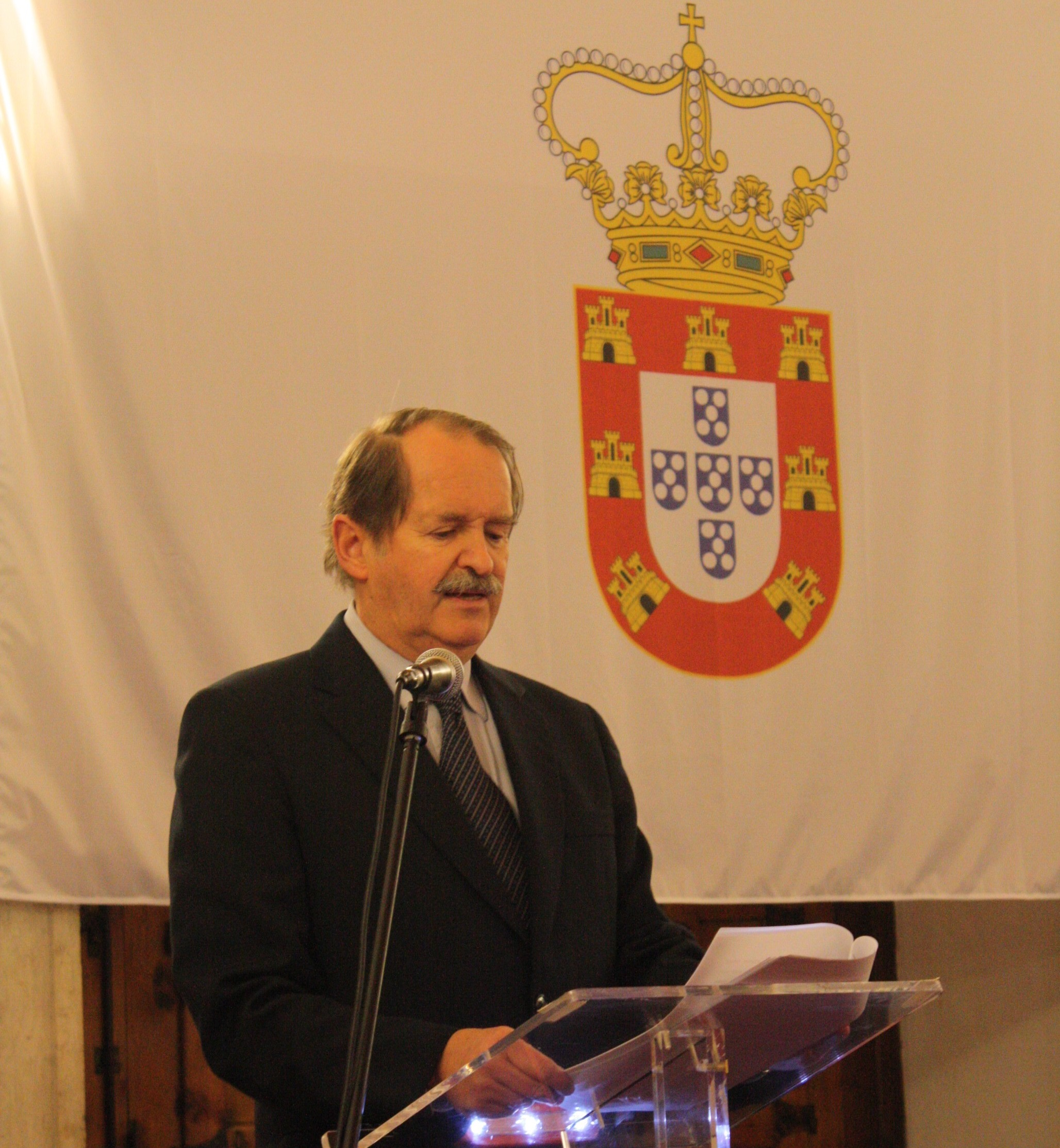
Dom Duarte Pio de Bragança

Duarte Pio de Bragança, vollständiger Name: Dom Duarte Pio João Miguel Gabriel Rafael, Herzog von Bragança (* 15. Mai 1945 in Bern, Schweiz) ist seit 1976 Chef des Hauses Braganza, dem ehemaligen Königshaus von Portugal. 

## Leben
Duarte ist der älteste Sohn von Duarte Nuno (1907–1976) und dessen Frau Maria Francisca Amélia Luísa Vitória (1914–1968), der Tochter von Pedro de Alcântara Luís Filipe d’Orleáns-Bragança, Prinz von Grão Pará, und Elisabeth Gräfin Dobrženský von Dobrženitz. Zusammen mit seinen beiden Brüdern, Miguel Rafael Gabriel Xavier Teresa Maria Félix de Bragança (* 1946) und Henrique Nuno João Miguel von Bragança (* 1949), wuchs er zunächst in der Schweiz und Frankreich auf.
Am 27. Mai 1950 hob die portugiesische Nationalversammlung seine gesetzliche Verbannung von 1834 und 1910 auf. 1951 besuchte Duarte Portugal zum ersten Mal, begleitet von seiner Tante, Dona Filipa. Seit 1952 lebt er mit seinen Eltern und Brüdern in Portugal.
Von 1957 bis 1959 besuchte Duarte das „Colégio Nuno Álvares“ in Santo Tirso. 1960 ging er auf die Militärische Universität in Lissabon. Seinen Militärdienst leistete Duarte von 1968 bis 1971 in Angola ab, das zu dieser Zeit in den portugiesischen Kolonialkrieg verstrickt war. Er erhielt den Rang eines Leutnants zur See und diente als Hubschrauberpilot in der portugiesischen Luftwaffe. 1972 beteiligte er sich mit einer multiethnischen angolanischen Gruppe an der Organisation einer unabhängigen Liste von Kandidaten zur Nationalversammlung. Das führte zu seiner Ausweisung aus Angola auf Anordnung des Premierministers Marcelo Caetano (1906–1980). Später setzte Duarte seine Kontakte mit verschiedenen politischen Führern in den Portugiesisch sprechenden Ländern fort.
1995 gründete Nikolaus von und zu Sandizell in Portugal die Aktiengesellschaft „Arqueonautas, Arqueologia Subaquatica SA“, eines der weltweit führenden marinearchäologischen Unternehmen. Duarte steht der Gesellschaft als Präsident des Aufsichtsrats vor.

## Osttimor
Duarte war ein Befürworter der Unabhängigkeit von Osttimor, einer ehemaligen portugiesischen Kolonie, die 1975 durch Indonesien gewaltsam besetzt wurde. Noch bevor die politischen Führer der Welt diesen Umstand als Problem ansahen, organisierte Duarte mehrere nationale und internationale Kampagnen im Interesse Osttimors, darunter „Timor 87 Vamos Ajudar“ und „Lusitânia Expresso“ 1992. 1997 schlug Duarte dem indonesischen Vizepräsidenten Bacharuddin Jusuf Habibie vor, ein Referendum zur Unabhängigkeit von Osttimor abzuhalten. 1999, nachdem Habibie Präsident Indonesiens geworden war, wurde das Referendum abgehalten, das zur Unabhängigkeit Osttimors führte.

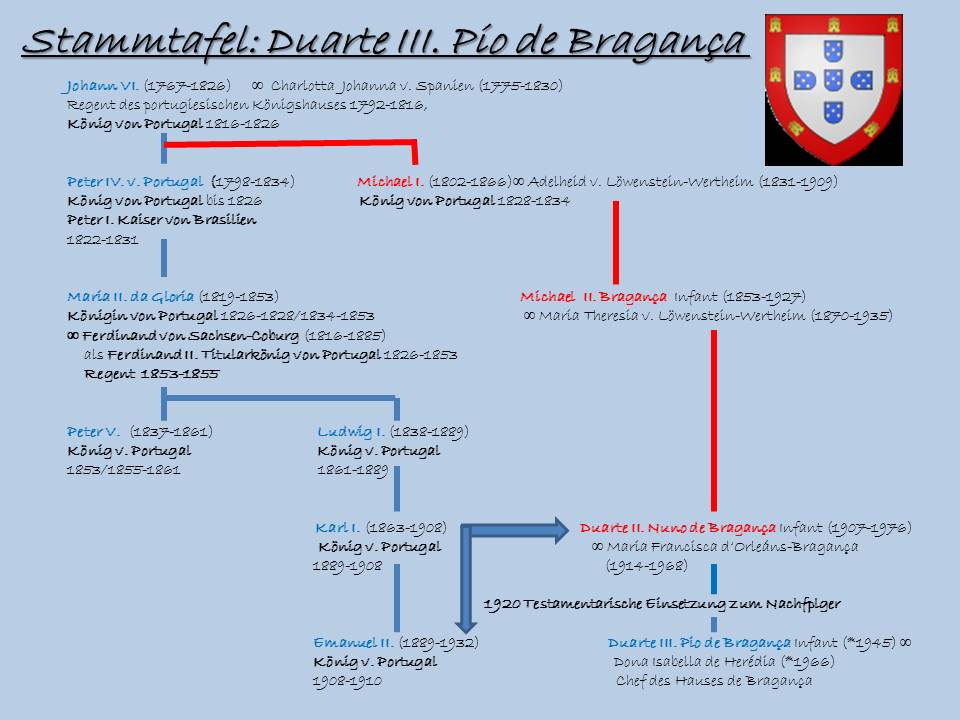
Stammtafel Duarte III. Pio de Bragança

## Ehe und Familie
Am 14. Mai 1995 heiratete Duarte im Hieronymus-Kloster in Lissabon Dona Isabel Inês de Castro Curvello de Herédia (* 22. November 1966), Tochter von Dom Jorge de Heredia und seiner Ehefrau Dona Raquel Leonor Pinheiro Cuvello. Zur Hochzeit reisten zahlreiche Mitglieder des europäischen Hochadels an, und das staatliche Fernsehen übertrug die Trauung live. Aus der Ehe gingen drei Kinder hervor:
- Afonso de Santa Maria Miguel Gabriel Rafael von Bragança (* 25. März 1996)
- Maria Francisca Isabel Micaela Gabriela Rafaela Paula von Bragança (* 3. März 1997)
- Diniz de Santa Maria Miguel Rafael Gabriel Francisco João von Bragança (* 25. November 1999)

## Orden (Auswahl)
- Großmeister des Ordens vom Flügel des hl. Michael
- Kollarritter des Ritterordens vom Heiligen Grab zu Jerusalem
- Ritter des Ordens vom Goldenen Vlies (Österreich)
- Insignia des Ordem de Timor-Leste
- Collane des Ordens des Adlers von Georgien
- Friedensbaum-Gedenkmedaille (Englische Sprache: Memorial Medal of Tree of Peace), Sonderklasse mit Rubinen.[1]